# Górki (powiat łosicki)
Górki – wieś sołecka w Polsce położona w województwie mazowieckim, w powiecie łosickim, w gminie Platerów.
Do 1954 istniała gmina Górki. W latach 1954–1972 wieś należała i była siedzibą władz gromady Górki. W latach 1975–1998 miejscowość należała administracyjnie do województwa bialskopodlaskiego.
We wsi ma siedzibę rzymskokatolicka parafia św. Wojciecha należąca do dekanatu Łosice w diecezji siedleckiej.

## Zabytki
- Kościół barokowy pod wezwaniem św. Wojciecha - ufundowany w 1471 roku[8], w 1521 Hieronim Niemira nadał kościołowi w Górkach wieś Płosków i dziesięcinę snopową z dworu w Ostromęczynie. W XVI wieku był to przypuszczalnie kościół drewniany. Murowany kościół zaczął budować w 1617 roku Wojciech Niemira, ale budowy nie ukończono. Ukończono go dopiero pod koniec XVII wieku z inicjatywy Jana Odrowąża z Iwanowic Pieniążka i jego żony Teresy z Kaszowskich[9]. Obecny kościół konsekrował w 1698 roku biskup łucki Franciszek Prażmowski. Około 1860 roku kościół opisano jako zrujnowany i bez dachu. Po 1858 roku proboszcz Paweł Perkowski rozpoczął remont. Rozebrano starą dzwonnicę, zbudowano nową oraz dobudowano zakrystię. W latach 80. XX wieku zastąpiono blachą wcześniejsze pokrycie dachu dachówką[9]. W 1915 roku wojska niemieckie ostrzelały kościół, który wyremontowano w 1919 roku[10].                                                                                                           Na frontonie kościoła znajduje się marmurowa tablica z końca XVII wieku z łacińskim napisem, który w tłumaczeniu na polski brzmi:

Na większą chwałę Najświętszej i niepodzielnej Trójcy, i Cześć Błogosławionej Maryi zawsze Dziewicy, na wywyższenie Krzyża Świętego. 

I dla uwielbienia ŚŚ patronów Józefa, Wojciecha, Jacka, Antoniego, ŚŚ Barbary i Magdaleny; 

Ten kościół górecki przez nieżyjącego Jaśnie wielmożnego Hieronima Niemierę, marszałka Wielkiego Księstwa Litewskiego ufundowany został. 

Przez Najjaśniejszego zaś Wojciecha (Adalberta) Niemierę, wojewodę podlaskiego, z fundamentów na wysokość 16 łokci wzniesiony został. 

Następnie ta budowa przez ponad 60 lat nie była kontynuowana. 

Potem przez pokorne sługi Boże, Jana i Teresę Pieniążków, wojewodów sieradzkich do tego stanu doprowadzony został. 

Tak, więc wspaniałym zamiarem przeprowadzone zostało uporządkowanie świątyni, która niech będzie wieczną czcią, sławą,chwałą, potęgą, blaskiem, Bogu naszemu na wieki wieków. 

Amen.

We wnętrzu:
- - ołtarz główny z końca XVII wieku z obrazem patrona parafii św. Wojciecha Biskupa i Męczennika namalowany przez Helenę Stabrowską w 1891 r. Na cokołach kolumn i na konsolach 6 rzeźb w tym św. Jadwigi, św. Kazimierza, św. Piotra i Pawła.
  - tablica nagrobna Teodora Lubicz Szydłowskiego (1793-1863) z szarego i białego marmuru z panopliami i herbem
  - tablica nagrobna Kazimierza Kuszla
- dzwonnica z 1861 roku w stylu klasycystycznym
- kaplica grobowa w stylu neogotyckim hrabiów Broel-Plater z Hruszniewa, zbudowana w 1889 roku[10].
- cmentarz przykościelny

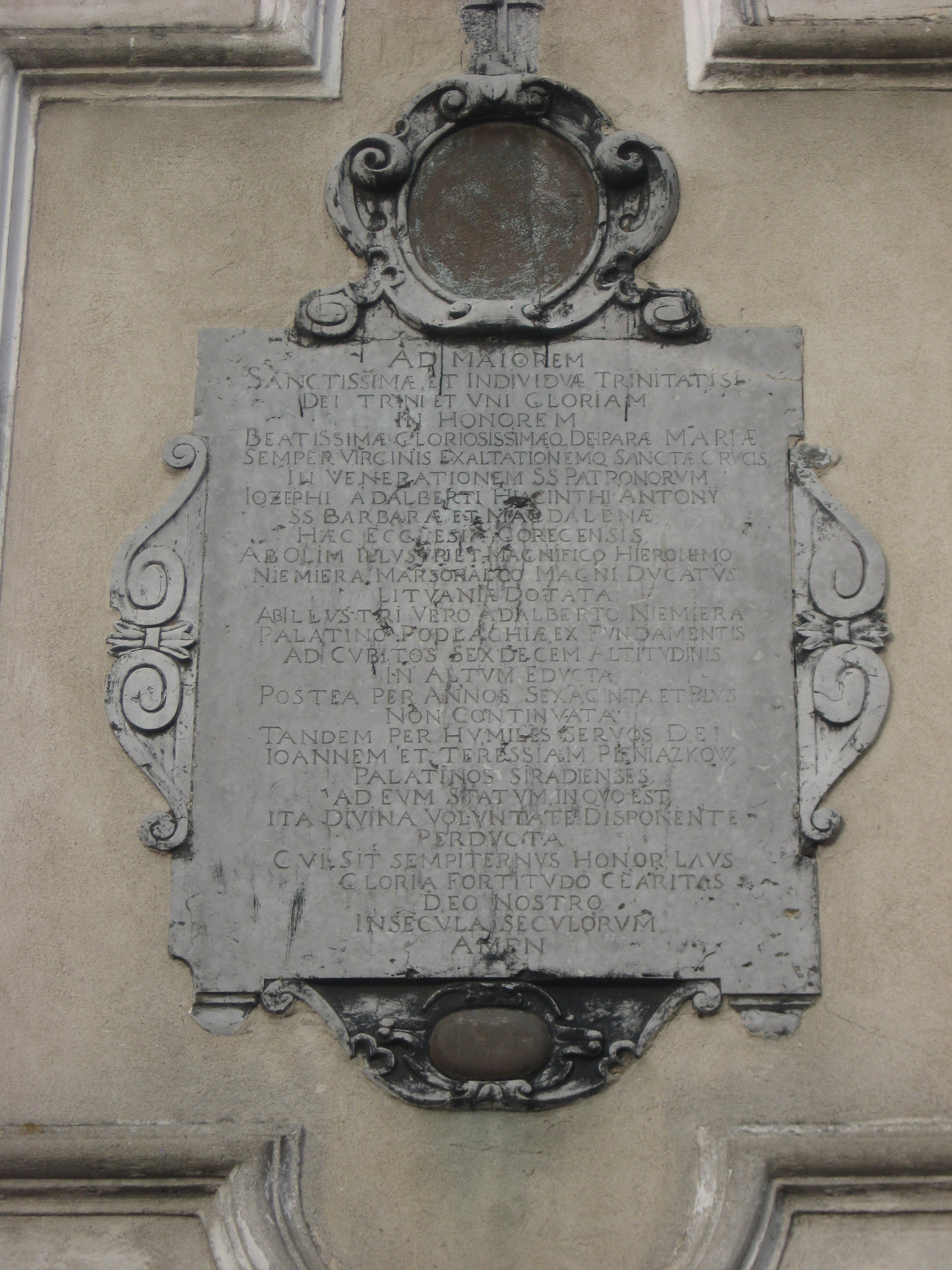
Tablica z końca XVII wieku z opisem fundatorów Niemirów i Pieniążków
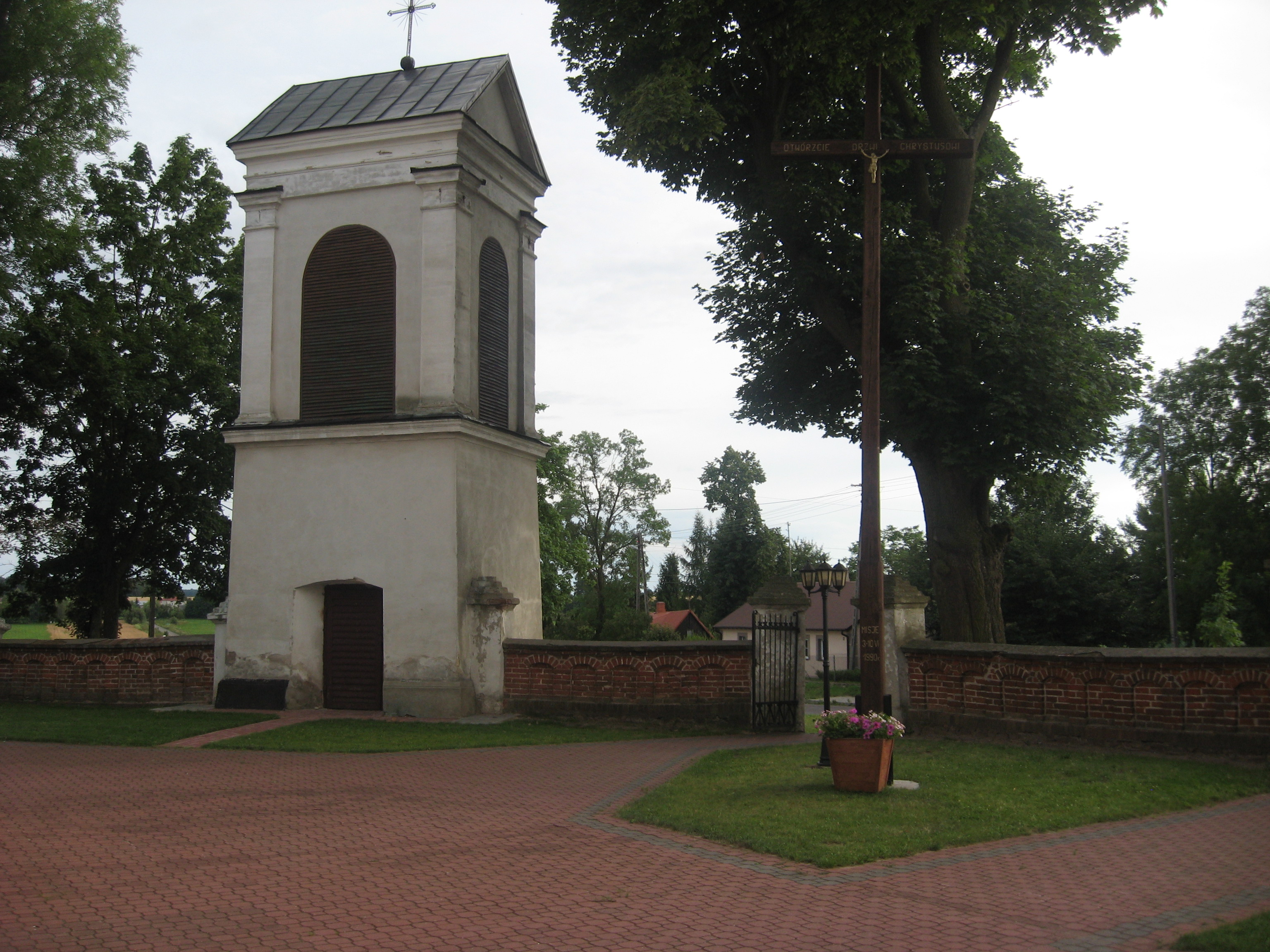
Dzwonnica z 1861 r.